# Ali Chuk, Arizona
Ali Chuk je naseljeno područje za statističke svrhe u američkoj saveznoj državi Arizona. Prema popisu stanovništva iz 2010. u njemu je živjelo 161 stanovnika.